# Schwerer Panzerspähwagen
Schwerer Panzerspähwagen ist der Oberbegriff verschiedener Fahrzeuge der Reichswehr bzw. der Wehrmacht. Der Begriff umfasst Radpanzer, welche zur Spähaufklärung eingesetzt wurden. Die „schweren“ Panzerspähwagen waren in erster Linie für die Aufklärungseinheiten der neuen Panzertruppe gedacht.

## Hintergrund

### Erkenntnisse des Ersten Weltkriegs
Eine Erkenntnis des Ersten Weltkrieges war, dass man bei schwach befestigten gegnerischen Linien, wie auf dem östlichen Kriegsschauplatz teilweise gegeben, mit Radpanzern weit bis hinter die gegnerischen Linien vorstoßen und Aufklärungsergebnisse erzielen konnte. Auch konnte dies Verwirrung und Panik hinter den gegnerischen Linien hervorrufen. Die raumgreifenden Operationen, wie jene der amerikanischen Kavallerieeinheiten im amerikanischen Bürgerkrieg, waren mit den damaligen technischen Möglichkeiten mit den Panzerwagen noch nicht gegeben, doch zeigten die Radpanzer bereits ihre grundsätzlichen Möglichkeiten auf. Auf der anderen Seite hatte der Verlauf des Ersten Weltkriegs gezeigt, wie entscheidend Geschwindigkeit auf dem Schlachtfeld geworden war. Der Angriff auf Frankreich war noch vor Paris an der Marne zum Stehen gebracht worden und es entwickelte sich der Stellungskrieg, der letztlich zur Entwicklung von Kampfpanzern geführt hatte. In allen großen Nationen zogen einzelne Offiziere daraus die richtigen Schlüsse, Panzerung, Geschwindigkeit und Mobilität waren essentiell für einen künftigen Krieg. Doch im Deutschen Reich waren genau die Waffen, die für diese Elemente erforderlich waren, mit den Beschränkungen nach dem Ersten Weltkrieg nicht offiziell zu erproben. Auch die Konzeptionen, wie vollständig motorisierte Kampfverbände, waren nicht technisch zu erproben und auch nicht finanzierbar.

### Entwicklungshindernisse
Gemäß dem Zusatz von Boulogne zum Vertrag von Versailles, waren dem Deutschen Reich nur maximal 150 Straßenpanzerwagen für polizeiliche Aufgabenstellungen der Inneren Sicherheit erlaubt, die mit bis zu zwei Maschinengewehren bestückt werden konnten. Die Interalliierte Militär-Kontrollkommission zur Überwachung der deutschen Streitkräfte genehmigte 1920 allerdings, dass etwa 50 Fahrzeuge aus dem Bestand des deutschen Heeres an die deutsche Schutzpolizei übergeben wurden. Trotz der Einschränkungen des Versailler Vertrags befasste sich die Reichswehr teils im Geheimen bereits früh nach dem Ende des Ersten Weltkriegs mit der zunehmenden Mobilisierung und Motorisierung des Heeres. Die Erkenntnis, dass die Geschwindigkeit der Truppenteile eine entsprechende Ausrüstung erforderte, war frühzeitig vorhanden. Doch litt die Reichswehr unter finanziellen Einschränkungen und die Industrie verfügte während der Weimarer Republik nur über begrenzte Kapazitäten für eine Serienfertigung größerer, gepanzerter Fahrzeuge.

### Konzeptionelle Arbeit

#### Motorisierung
Der erste Schritt zur Motorisierung war der Gepanzerte Kraftwagen Sd.Kfz. 3 der Reichswehr.  Vertraglich hatten die Siegermächte der Reichswehr für jede Division 15 gepanzerter Mannschaftstransportfahrzeuge zugestanden. Hierdurch war die Möglichkeit entstanden einhundertfünf Fahrzeuge auf dem Fahrgestell „DZRV“ von Daimler aufzubauen, welche unter anderem über Vierrad-Antrieb, Rückwärtsfahrer-Sitzplatz und Beobachtungsmittel verfügten. Doch der geringe Einsatzwert für die Reichswehr führte dazu, dass deutlich weniger Fahrzeuge dieses Typs gefertigt wurden.
Die der Schutzpolizei zugestandenen bewaffneten Fahrzeuge, wollte man im Deutschen Reich verfügbar machen. Die Schupo-Sonderwagen Daimler/21, Benz/21 und Erhardt/21 entsprachen konzeptionell weitgehend den militärischen Sd.Kfz. 3 und dürften sogar über eine Bewaffnung in Drehtürmen verfügen. Dies wurde von der Interalliierten Kontrollkommission beanstandet und zumindest der Rückwärtsfahrer-Platz musste demontiert werden, wenn auch die Funktion erhalten blieb. Die gepanzerten Aufbauten für die 150 Schupo-Sonderwagen wurden von der Firma Martini&Hünecke Maschinenfabrik AG in Berlin gefertigt. Bis 1925 waren die Fuhrparks der Schutzpolizei in Preußen und den anderen Ländern mit 100 Fahrzeuge ergänzt worden.
Diese verfügbaren Fahrzeuge waren um 1927 der Ausgangspunkt der weiteren Entwicklungsarbeit.

#### Vielradwagen
Schon früh nach dem Krieg hatte das Reichswehrministerium festgestellt, dass die Sd.Kfz. 3 keineswegs den technischen Anforderungen an gepanzerte Erkundungsfahrzeuge entsprachen, die man sich vorstellte. In den Jahren 1926/27 wurde ein Anforderungskatalog erstellt, der sich mit Geschwindigkeit, Bodendruck, Steigfähigkeit, Wattiefe, Vorwärts- und Rückwärtsfahrt, Wendekreis, Fahrgeräusch, Gewicht und Bodenfreiheit beschäftigte. Am 14. März 1928 wurde im Wehramt ein Beschaffungsprogramm besprochen, bei dem noch im Frühjahr 1928 6 Versuchsfahrzeuge beschafft werden sollten, die bis Ende 1929 erprobt werden sollten. Weitere 2 bis 4 Versuchsfahrzeuge sollte 1929 beschafft werden und im Jahr 1930 die Entwicklung eines Einheits-Panzerkraftwagen abgeschlossen sein. Es folgten Aufträge für die sechs Versuchsfahrzeuge durch das Heereswaffenamt an die Unternehmen C.D. Magirus/Ulm, Büssing-NAG/Braunschweig und Daimler-Benz-AG/Stuttgart. Magirus fertige ein Achtradfahrzeug und Büssing-NAG einen Zehnradwagen. Das Modell von Daimler-Benz, der MTW I oder auch ARW (Achtradwagen) verfügte über acht Pendelachsen und eine ausgefeilte Lenkgeometrie für alle Räder.
Nach initialen Tests wurden von der erfahrenen Martini & Hünecke Maschinenbau AG nunmehr in Salzkotten selbsttragende gepanzerte und sehr abgerundete Aufbauten entworfen, die zu einem gewissen Grad beschusssicher waren. Ein Fahrzeug ist für eine weiterführende Erprobung nach Kasan zur Panzerversuchsanstalt in der Sowjetunion überführt worden. In einer Besprechung mit Regierungsbaurat Reimann (WaPrüf 6) am 18. März 1930 wurde festgestellt, dass in keinem Szenario die Beschaffung der Fahrzeuge zum aktuellen Zeitpunkt möglich war, da die Reichswehr und das Deutsche Reich nicht über die finanziellen Mittel für eine Beauftragung der Entwicklungsunternehmen mit einer Serienfertigung dieser Fahrzeuge verfügte.
So sind aus der Zeit vor dem Zweiten Weltkrieg viele Fotografien verschiedener Panzerattrappen bekannt geworden, die in größerer Zahl auch für die Ausbildung und Manöver der Reichswehr herangezogen wurden.

## 6-Rad Sd.Kfz. 231, 232 und 263

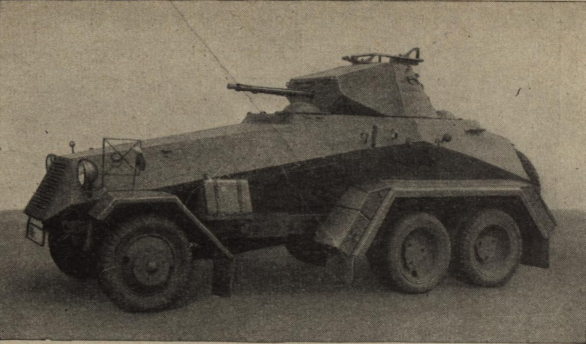
Sd.Kfz. 231

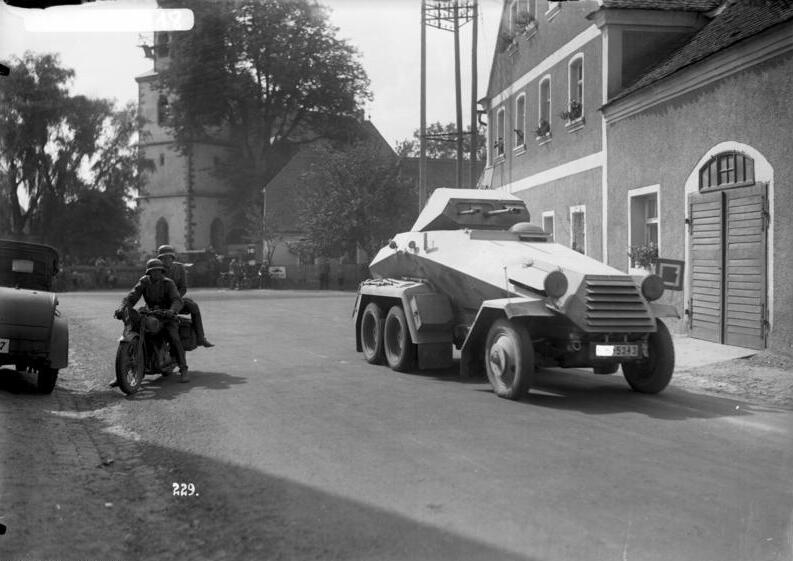
Sd.Kfz. 231 (6-Rad) beim Herbstmanöver des IX. Armeekorps 1935 (Bauart Büssing spät)

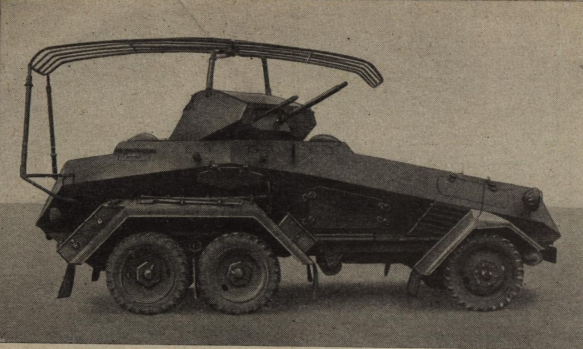
Sd.Kfz. 232

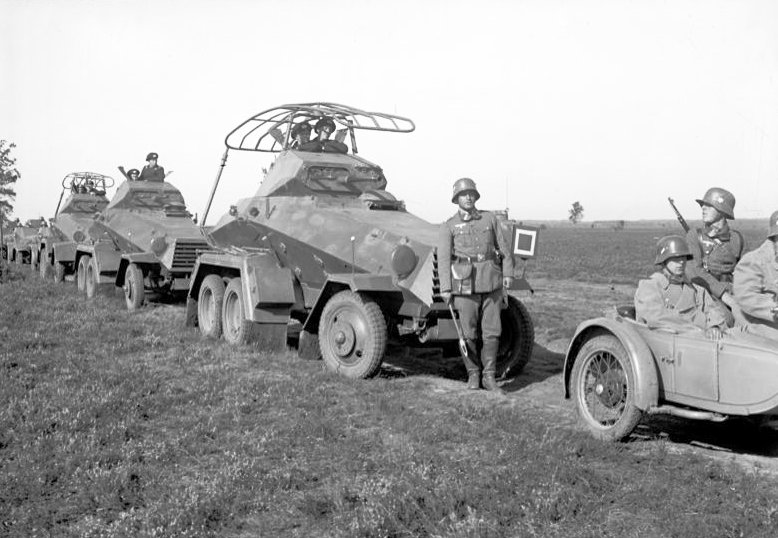
Sd.Kfz. 232 (6-Rad) während eines Manövers, 1935 (Bauart Büssing spät)

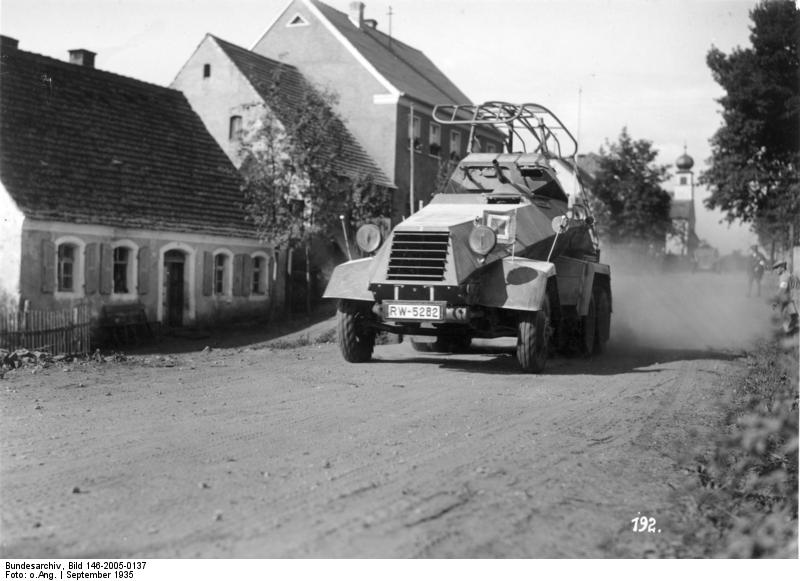
Sd.Kfz.232 (6-rad) beim Herbstmanöver in Bayern (Bauart Magirus)

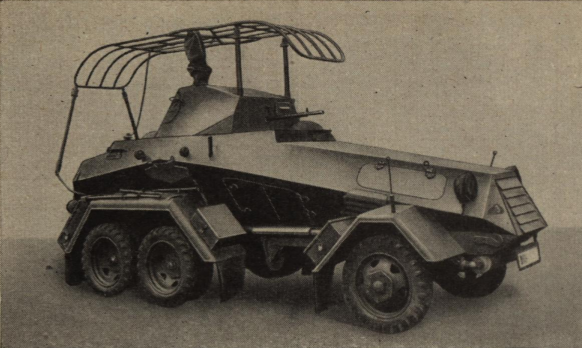
Sd.Kfz. 263

### Entwicklung
Die WaPrüf 6 des Heereswaffenamtes hatte schon im Juni 1929 eine Anforderungskatalog für die Entwicklung und Lieferung von Geländelastkraftwagen mit 6x4-Antrieb an geeignete Herstellerfirmen gegeben. Angeboten wurden hierfür von C.D. Magirus der Typ M 206, von Büssing-NAG der Typ G31 und von der Daimler-Benz AG der Typ G3 bzw. später der Typ G3a. Versuche mit dem G3 ergaben, dass diese handelsüblichen Fahrgestelle möglicherweise auch für die Verwendung mit Panzeraufbauten geeignet waren.
Die beginnende Wiederaufrüstung konnte nur mit einer „kostengünstigen“ Lösung starten. So wurde vom Heereswaffenamt Abt. WaPrüf 6 in Zusammenarbeit mit der Firma Deutsche Eisenwerke AG ein dreiteiliger Panzeraufbau für die Fahrgestelle  handelsüblicher Gelände-Lkw entwickelt. Die typischen Lkw-Fahrgestelle verfügten über Vorderradlenkung und eine angetriebene Doppelachse hinten. Im Juni 1929 wurden die Unternehmen Magirus, Daimler-Benz und Büssing-NAG beauftragt, daraus die gewünschten Panzerwagen zu entwickeln. Bedenkt man, dass diese Lkw-Klasse für eine Nutzlast von 1,5 t entwickelt worden war, kann man hieraus bereits auf die geringe Geländegängigkeit der nun mit einem deutlich schweren Panzeraufbau versehenen Fahrzeuge schließen. Auch wenn sich das Erscheinungsbild der von den verschiedenen Herstellern gelieferten Fahrzeuge ähnelte, gab es doch äußere Unterscheidungsmerkmale, an denen man den Hersteller identifizieren konnte. Die Fahrzeuge wurden ab 1932 in der Reichswehr erprobt und später eingeführt.

### Technische Beschreibung
Von den vier Mann Besatzung war einer als Rückwärtsfahrer eingesetzt. Diese Funktion war bei den engen Straßen jener Zeit und einem Wendekreis zwischen 13 und 16 m für ein solches schweres Spähfahrzeug zwingend erforderlich. Der Spähwagen war 5570 mm lang, 1820 mm breit, 2250 mm hoch und wog je nach Hersteller 5,35, 5,7 oder 6 t. Die Bewaffnung bestand aus einer 2-cm-KwK 30 mit 200 Schuss und einem MG 13 mit 1300 Schuss. Der Kraftstoffvorrat betrug 90, 105 oder 110 l, der Verbrauch etwa 35 bzw. 40 l. Daraus ergab sich eine für einen Spähwagen völlig unzureichende Reichweite.
|                 | Daimler-Benz G3 a / p              | Büssing-NAG G31 p                  | Magirus M 206 a                    |
| --------------- | ---------------------------------- | ---------------------------------- | ---------------------------------- |
| Gewicht         | 5.700 kg                           | 5.350 kg                           | 6.000 kg                           |
| Motor           | 6-Zylinder M 09 68 PS 2900 cm³     | 4-Zylinder G 60 PS 2000 cm³        | 6-Zylinder S 88 70 PS 2200 cm³     |
| Geschwindigkeit | 70 km/h vorwärts 52 km/h rückwärts | 70 km/h vorwärts 32 km/h rückwärts | 62 km/h vorwärts 62 km/h rückwärts |

Der Panzerspähwagen wurde als Sd.Kfz. 231 (6-rad) geführt. Natürlich ergab sich aus der eigentlichen Aufgabe auch das Erfordernis, die gewonnenen Erkenntnisse an die entsprechenden Stellen der Armee zu melden. Die Funktechnik hatte bereits Fortschritte gemacht, doch noch waren große bzw. hohe Antennen selbst für verhältnismäßig geringe Reichweiten erforderlich. So wurden zwei weitere Fahrzeugtypen erforderlich, die Funkfahrzeuge Sd.Kfz. 232 (6-rad) und 263 (6-rad). Auffällig war bei beiden Typen eine große, gewölbte Bügelantenne über dem Fahrzeug. Die Gesamthöhe stieg dadurch auf 2870 mm an. Die Funktion war auch vom Gegner schnell zu erkennen. Während das Sd.Kfz. 232 einen drehbaren Turm mit der gleichen Bewaffnung des Sd.Kfz. 231 behielt, wurde der Turm des nur von Magirus mit einer Stückzahl von 28 Fahrzeugen gebauten Sd.Kfz. 263 nur mit einem MG 13 versehen. Unklar ist heute, ob dieser drehbar war, da er über eine nicht mittig untergebrachte Kurbelmastantenne verfügte, die eine Öffnung in der Rahmenantenne nutzte, spricht einiges dagegen.
Während die Sd.Kfz. 232 die Sd.Kfz. 231 an die Front begleiteten, waren die Sd.Kfz. 263 für die Kommunikation mit höheren Dienststellen vorgesehen und blieben im rückwärtigen Raum der Kampfzonen.

### Produktion
Bis in das Jahr 1937 wurden 123 Fahrzeuge als Sd.Kfz. 231 Spähwagen und Sd.Kfz. 232 Funkwagen gebaut. Weitere 28 Fahrzeuge wurden als Sd.Kfz. 263 (Panzerfunkwagen) gefertigt.

### Technische Daten (6×4)
- Bewaffnung: primär: 2-cm-KwK 30
- Bewaffnung: sekundär: 7,92 mm MG
- Panzerung min/max: 8/14,5 mm
- Besatzung: 4 Mann
- Gesamtmaße: 5570 × 1820 × 2250 mm

## 8-Rad Sd.Kfz. 231, 232, 233 und 263

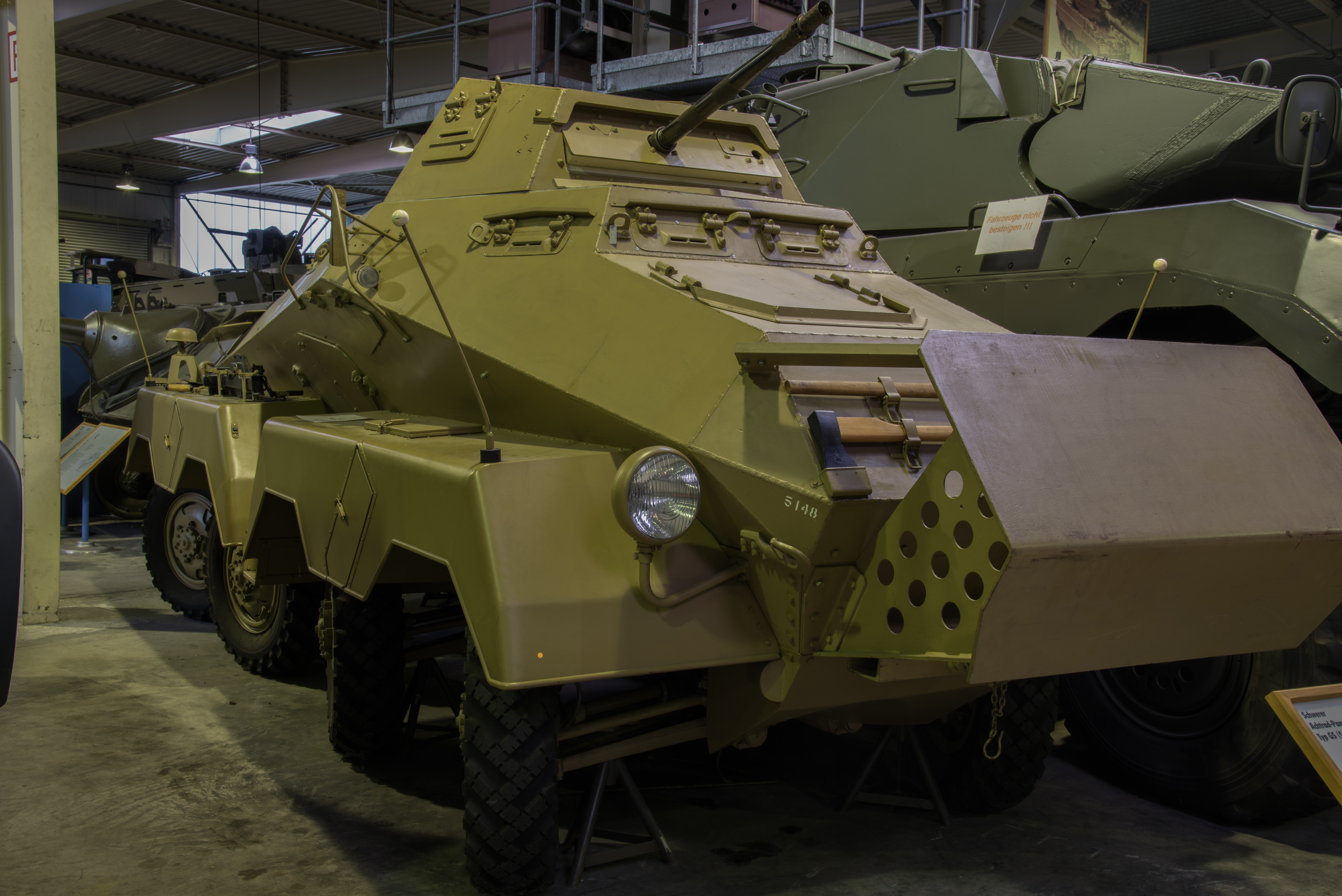
Schwerer Achtrad-Panzerspähwagen Typ GS (SdKfz 231) in der Wehrtechnischen Studiensammlung Koblenz

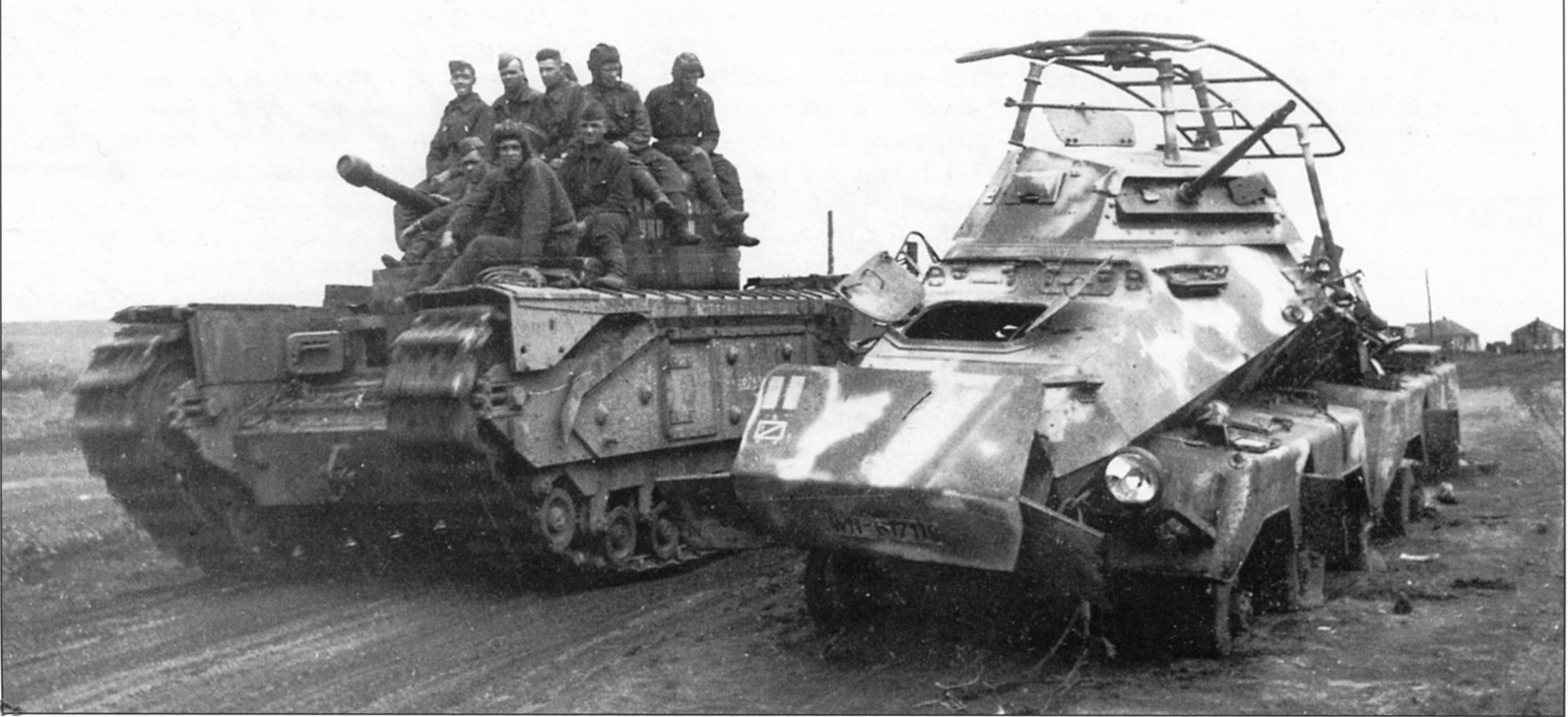
Zerstörtes Sd.Kfz. 232 in Charkow 1943

Schon etwa 1932 war nach der Erprobung der Pilotserie klar, dass die Übergangslösung der „kostengünstigen“ 6-Rad-Fahrzeuge nicht die künftigen Anforderungen der nun geplanten Panzer-Divisionen erfüllen würden. So wurde geplant, dass ab 1935/36 jährlich mindestens 18 Fahrzeuge eines neuen Typs, der die Anforderungen an Geländegängigkeit und hohe Straßengeschwindigkeit erfüllte, produziert werden sollten.

### Entwicklung
Büssing-NAG hatte offensichtlich mit dem ARW einen guten Eindruck hinterlassen und erhielt nun den Auftrag, das Fahrzeug zur Serienreife zu bringen.
Die Gesamtkonzeption war bereits zwischen 1934 und 1935 fertiggestellt und zeigte weitgehend alle Merkmale des künftigen GS-Typs:
- alle 8 Räder angetrieben und gelenkt (Allradlenkung)
- Geschwindigkeit vorwärts und rückwärts gleich hoch
- Fähigkeit, in weniger als 10 Sekunden die Richtung zu wechseln
- Wendekreis von „nur“ 10,5 m

### Technische Beschreibung
Der Einsatzzweck der neuen Fahrzeuge war identisch mit dem der schweren 6-Rad-Fahrzeuge, sie wurden auf den gleichen Planstellen verwendet und so wurde die Typenbezeichnung übernommen. Bewaffnet war das Sd.Kfz. 231 (8-Rad) entsprechend seinem 6-Rad-Gegenstück mit einer 2-cm-KwK 30 und dem MG 13 (später MG 34) in einem Drehturm. Genauso hatte das Sd.Kfz. 232 (8-Rad) eine große, gewölbte Bügelantenne. Während in den frühen Jahren davon ausgegangen worden war, dass auf ein Sd.Kfz. 232 fünf Sd.Kfz. 231 kommen würden, war bereits um 1938 klar, dass diese Fahrzeuge in der Kombination 1:1 eingesetzt werden sollten, um Spähtrupps wirkungsvoll einsetzen zu können.

### Produktion
In fünf Serien hat Büssing-NAG von 1936 bis 1943 insgesamt 947 Fahrgestelle des GS-Typs hergestellt, die Zahl der daraus neu produzierten Fahrzeuge kann also 947 nicht übersteigen.

### Sd.Kfz. 231 (8-Rad)

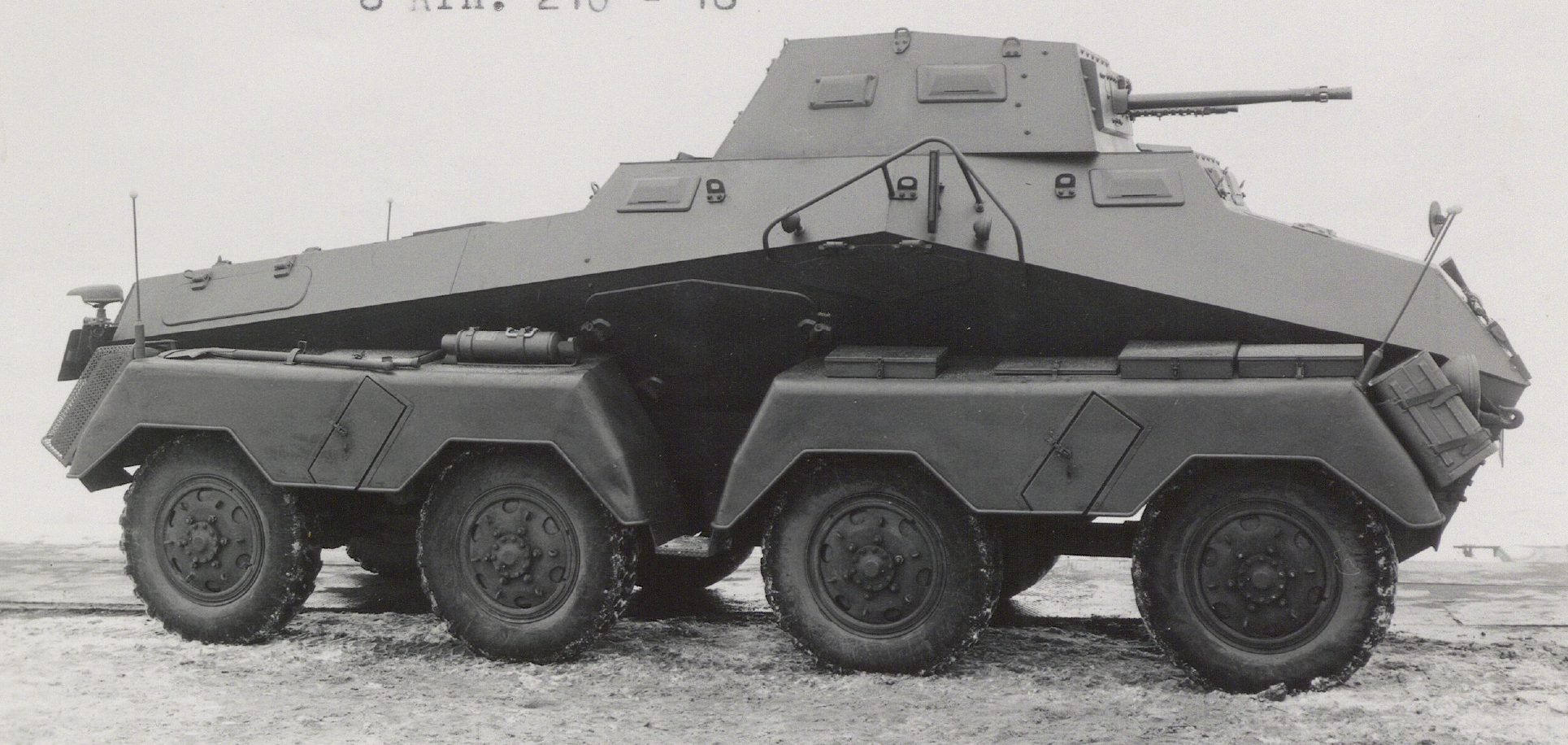
Sd.Kfz. 231

Die Serienproduktion des Sd.Kfz. 231 (8-Rad) lief von 1937 bis September 1943, wobei insgesamt 607 Sd.Kfz. 231 und 232 produziert wurden, die an allen Fronten zum Einsatz kamen. Das Gewicht der Fahrzeuge lag bei 8 t. Sie waren 5850 mm lang, 2200 mm breit und 2350 mm hoch. Mit einem Achtzylinder-V-Motor Büssing-NAG L 8 V mit 7,9 Litern Hubraum und 155 PS wurde eine Geschwindigkeit von 90 km/h erreicht. Der später auf 8,4 Liter vergrößerte Motor leistete 180 PS und erlaubte eine Geschwindigkeit von 100 km/h. Der Allradantrieb verlieh den Panzerspähwagen eine gute Beweglichkeit im Gelände. Die Fahrzeuge waren allerdings nur mit 10–14 mm vorne und 8 mm seitlich gepanzert, weshalb ab Mitte 1940 am Bug ein Panzerschild von 10 mm Stärke angebracht wurde. Ab 1942 wurde die Frontpanzerung auf 30 mm verstärkt und die neuere 2-cm-KwK 38 verbaut. Für die KwK 30 (später 38) wurden 180 Schuss und für das MG 13 (später MG 34) 1125 Schuss Munition (später 2100 Schuss) mitgeführt, der Treibstoffvorrat betrug 150 l. Die ersten Fahrzeuge hatten keinerlei Funkgeräte, erst ab 1941 erhielten Sd.Kfz. 231 und 232 ein UKW-Funksprechgerät (Fu.Spr. a), um mit anderen Fahrzeugen in der Nähe (Reichweite ca. 1 km in Fahrt) Kontakt zu halten.

### Sd.Kfz. 232 (8-Rad) (Fu)

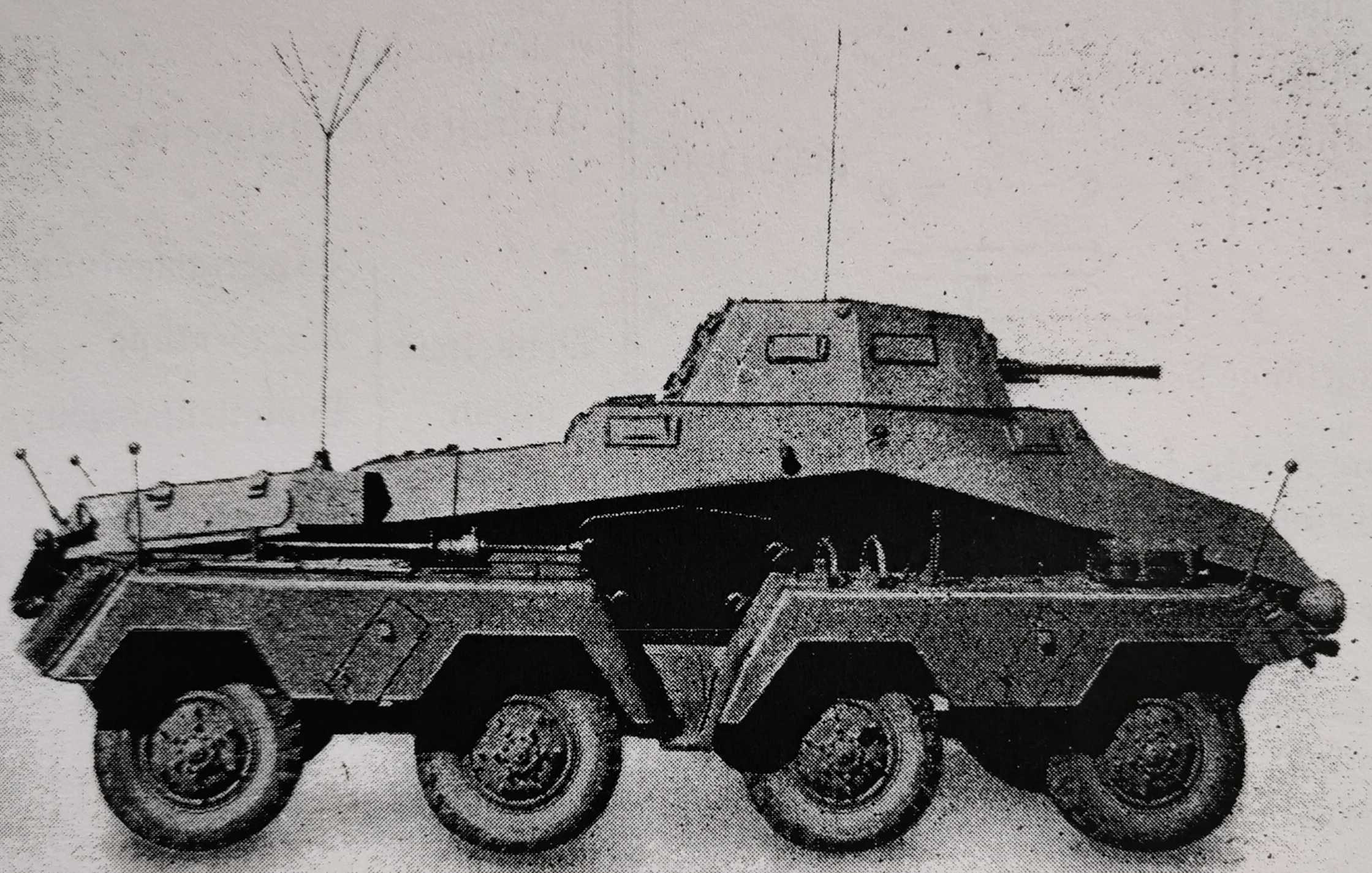
Späte Ausführung Sd.Kfz. 232 mit Sternantenne

Die Funkausstattung des Fahrzeuge bestand ursprünglich aus dem Fu 11 mit einem 100-Watt-Sender (SE 100) und dem Tornisterempfänger b; erst ab Juli 1942 mit der 4. Serie kam dann das Fu 12 mit 80-W-Sender a (SE 80) zusammen mit einem Mittelwellen-Empfänger c zum Einbau. Der schwere Panzerspähwagen (Funk) Sd.Kfz. 232 (8-Rad) war mit einer Höhe von 290 cm und der großen Bügelantenne ein optisch auffälliges Fahrzeug. Erst mit der neuen Funkanlage der 4. Serie wurde die auffällige, große Bügelantenne weggelassen und eine neue Sternantenne auf einem Porzellan-Isolator in einem Panzerkasten an der rechten Seite montiert. Für die KwK 30 (später 38) wurde vermutlich weniger Munition mitgeführt, ebenso für das MG (später sicher 1500 Schuss).

### Sd.Kfz. 233 (7,5cm) Kanonen-Wagen

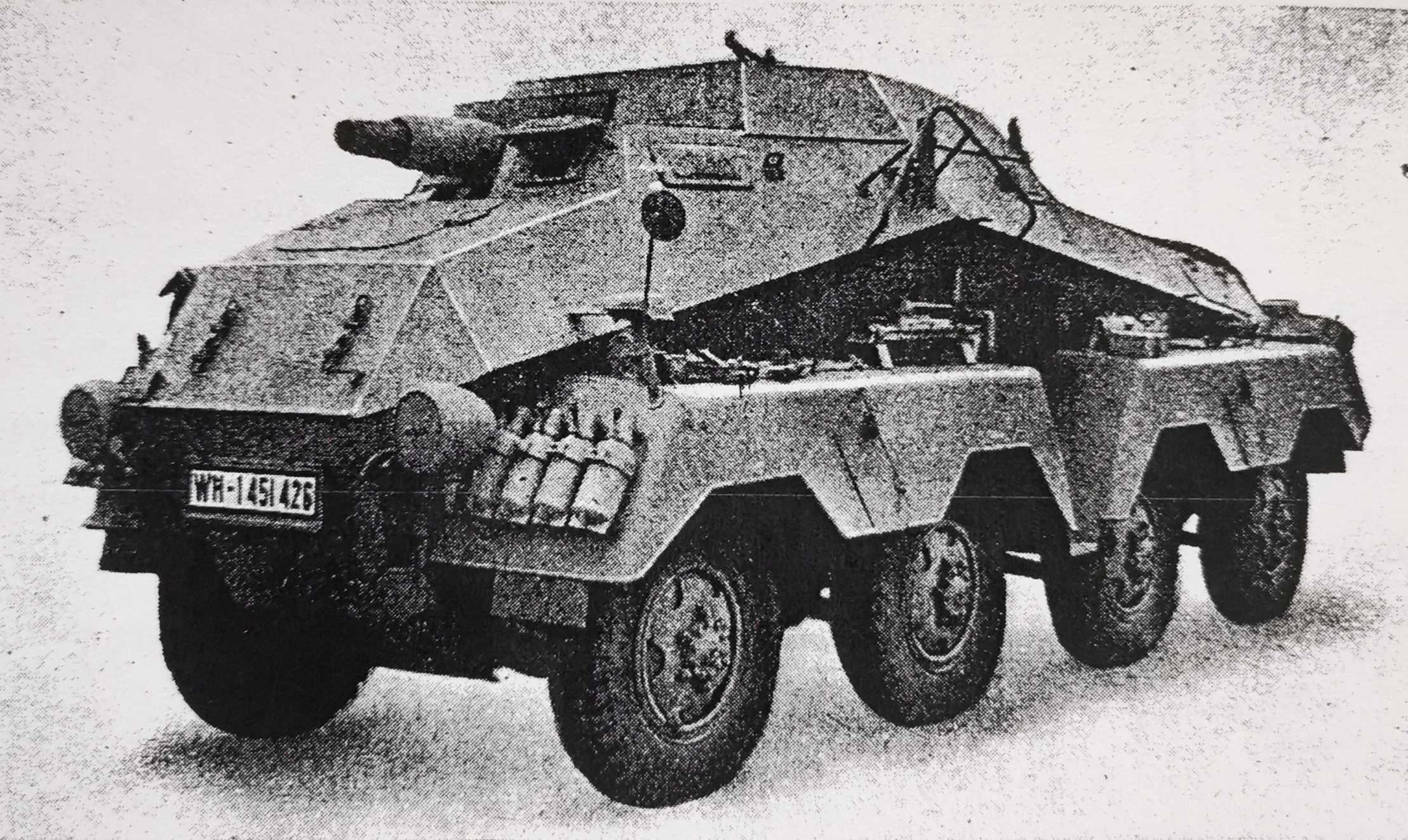
Sd.Kfz. 233

Durch die Umrüstung von Sturmgeschützen auf lange 7,5-cm-L/43-Waffen standen dem Waffenamt 1942 plötzlich relativ große Mengen an kurzen L/24-7,5-cm-Sturmkanonen zur Verfügung. Die Aufklärungstruppe hatte schon lange darüber geklagt, dass die 2-cm-Waffen kaum mehr für die Erfüllung der nun oft defensiven Aufgaben ausreichend war. Die Lösung schien der Einbau der 7,5-cm-Kanone in ein modifiziertes Sd.Kfz 263 zu sein. Diese Kombination hatte zur Folge, dass das Fahrwerk mit einer Zuladung von 32 Schuss und der schweren Waffe nun endgültig überlastet war. Die Waffe hatte ein Seitenrichtfeld von 12°, die Fahrzeuge wogen 8,58 t. Die ersten 12 Fahrzeuge wurden ab dem 16. November 1942 in Tunesien beim Afrika-Korps eingesetzt. Insgesamt wurden 135 dieser Fahrzeuge von Juli 1942 bis Oktober 1943 gebaut, eine kleine Zahl davon als Umbauten aus instandgesetzten Sd.Kfz 263.

### Sd.Kfz. 263 (8-Rad)

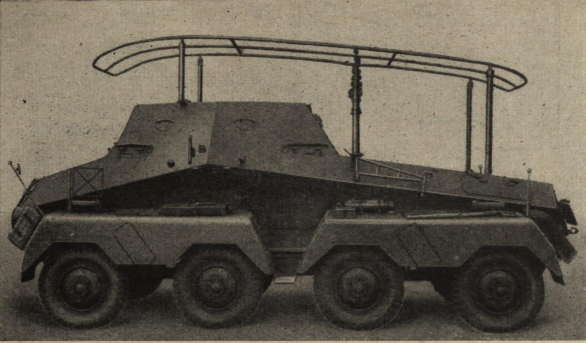
Sd.Kfz. 263

Der Panzerfunkwagen (8-Rad) Sd.Kfz. 263 D erhielt einen festen Aufbau ohne Turm. Anders als beim Sd.Kfz. 263 (6-Rad) wurde hierbei durch ein „Hochziehen“ der seitlichen, vorderen und hinteren Panzerplatten des oberen Panzerkastens ein eigentümliches Erscheinungsbild des Fahrzeugs geschaffen. Auch hier fanden sich die für die Aufgaben erforderliche Bügelantenne und der Kurbelmast wieder und als einzige Bewaffnung ein MG in der Frontplatte: anfänglich ein MG 13, ab März 1938 das MG 34. Eingesetzt wurden diese Funkfahrzeuge in den Stäben der Panzeraufklärungsabteilungen und auch als gepanzerte Funkstellen in den Stäben der Panzer- und Panzergrenadierdivisionen. In letztgenannter Funktion fand sich das eigentlich für die Kommunikation mit höheren Dienststellen geplante Fahrzeug gelegentlich auch frontnah beim Führer eines solchen Verbandes. Im Vergleich zu den meisten deutschen Panzerwagen dieser Zeit war es im Fahrzeug nicht sehr beengt, so dass Platz für ein fünftes Besatzungsmitglied vorhanden war. Insgesamt wurden 207 Fahrzeuge von 1937 bis Januar 1943 gebaut.

### Technische Daten (8×8)
- Bewaffnung: primär: 2-cm-KwK 30
- Bewaffnung: sekundär: 7,92 mm MG 34
- Panzerung min/max: 5/18 mm
- Besatzung: 4 Mann
- Höchstgeschwindigkeit: 85 km/h
- Motor: Büssing-NAG Achtzylinder-V-Motor (Ottomotor) mit 155 PS, später 180 PS (8,4 Liter Hubraum)
- Fahrzeuggewicht: 7,55 t bis 7,7 t
- Gesamtmaße: 5850 × 2200 × 2340 mm

## Panzerspähwagen Sd.Kfz. 234

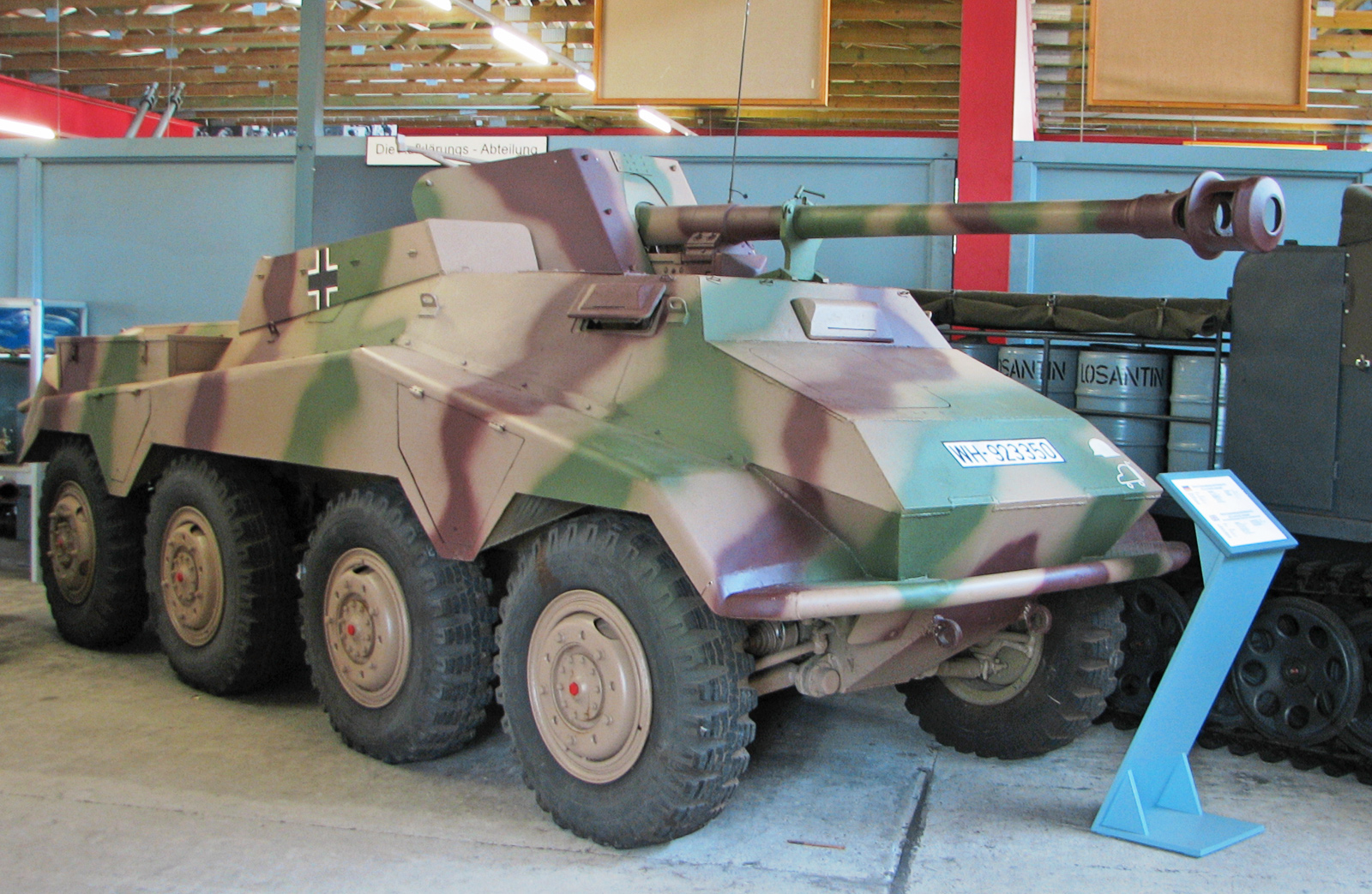
Panzerspähwagen Sd.Kfz. 234

Das Sd.Kfz 234 war der Nachfolger der Reihe Sd.Kfz. 231/232/233 (8-Rad), da deren Bewaffnung und Panzerung sich nach Kriegsbeginn zunehmend als unzureichend bewiesen hatte. Das Fahrzeug basierte nicht mehr auf einem Panzeraufbau auf einem Fahrgestell, sondern die Fahrwerkskomponenten waren in und an der gepanzerten Wanne montiert.